# Lista de rios na Chapada Diamantina
Esta lista reúne os principais rios da Chapada Diamantina, cadeia de montanhas situada na região central do estado brasileiro da Bahia. 
Com uma extensão territorial equivalente à Bélgica, a Chapada Diamantina é considerada um "berçário de rios".
Seus cursos d'água servem a três das principais bacias hidrográficas que cortam o estado: São Francisco, rio de Contas e a Paraguaçu (sendo que os dois últimos nascem na Chapada).

## Bacia do São Francisco
A margem direita do rio São Francisco tem, na Bahia, alguns afluentes que nascem na Chapada Diamantina, listados a seguir.
| Rio       | Extensão    | Cidade(s)                                                  | Afluente(s) | Nascente            | Foz                    | Características                    | Contém                  |
| --------- | ----------- | ---------------------------------------------------------- | --- | ------------------- | ---------------------- | ---------------------------------- | ----------------------- |
| Paramirim | 500 km (c.) | - Érico Cardoso - Paramirim - Rio do Pires                 | - rio do Morro do Fogo - rio da Barra | Serra das Almas     | Rio São Francisco      | Intermitente (parcialmente perene) | Barragem do Zabumbão    |
| Jacaré    | ?           | - Barra do Mendes - Morro do Chapéu                        | - Rio do Meio - Riacho dos Milagres | Barra do Mendes     | Rio S. Francisco       | intermintente                      | Barragem Eujácio Simões |
| Salitre   | 333,24 km   | - Morro do Chapéu - Miguel Calmon - Várzea Nova - Jacobina | - riacho Salobro - rio Pacuí - riacho Escurial | Morro do Chapéu     | Barragem de Sobradinho | perene                             | —                       |
| Verde     | 295 km      | - Ipupiara - Itaguaçu da Bahia                             | - riachos Guariba, da Piedade, Baixão do Gabriel e Santo Euzébio (direita) - veredas das Lajes e do Lajedo, e os riachos da Solda, do Brejinho e Capim Grosso (esquerda) | Serra da Mangabeira | rio S. Francisco       | intermintente                      | —                       |

## Bacia do rio de Contas
A bacia ocupa tem 55 334 km², sendo aquela que, totalmente situada no território baiano, é a que banha maior área. Deságua na cidade de Itacaré, onde tem vazão de 100 m³/s.
| Rio da bacia | Extensão | Cidade(s)                     | Nascente        | Foz              | Características | Contém |
| ------------ | -------- | ----------------------------- | --------------- | ---------------- | --------------- | ------ |
| Contas       | 620 km   | - Abaíra - Jussiape - Tanhaçu | Serra da Tromba | Oceano Atlântico | Perene          | —      |

### Afluentes
| Rio       | Extensão | Cidade(s)                               | Afluente(s)                                  | Nascente        | Foz           | Características | Contém                                                                 |
| --------- | -------- | --------------------------------------- | -------------------------------------------- | --------------- | ------------- | --------------- | ---------------------------------------------------------------------- |
| Brumado   | ?        | - Rio de Contas - Livramento do Brumado | ?                                            | Serra das Almas | rio de Contas | Perene          | - Açude Brumado - Cachoeira do Fraga - Cachoeira Véu de Noiva          |
| Água Suja | ?        | - Abaíra - Mucugê - Piatã               | - rio Ribeirão - riacho Machado - rio Taborô | Serra da Tromba | rio de Contas | ?               | - Cachoeira da Lavra Velha - Poço do Melado - Cachoeira das Andorinhas |

## Bacia do rio Itapicuru
Segundo informe do governo estadual da Bahia, "Ao longo de seu trajeto, banha terrenos de diversos municípios, sendo os mais importantes Queimadas, Tucano, Cipó, Itapicuru e Conde. No trecho em que banha o Circuito Chapada Norte, observa-se atividade agropecuária leiteira e de corte, mineração e garimpo principalmente de esmeralda e ouro". Sua bacia tem área de 36 440 km² e sua foz está no litoral norte da capital, Salvador, onde alcança vazão de 14 m³/s.
| Rio da bacia | Extensão | Cidade(s)                                      | Nascente      | Foz              | Características | Contém |
| ------------ | -------- | ---------------------------------------------- | ------------- | ---------------- | --------------- | ------ |
| Itapicuru    | 350 km   | - Campo Formoso - Antônio Gonçalves - Jacobina | Campo Formoso | Oceano Atlântico | Perene          | —      |

## Bacia do Paraguaçu
A bacia do rio Paraguaçu, com área de 54 877 km², possui os seguintes rios na Chapada Diamantina.
| Rio da bacia | Extensão | Cidade(s)                                       | Nascente      | Foz                     | Características | Contém               |
| ------------ | -------- | ----------------------------------------------- | ------------- | ----------------------- | --------------- | -------------------- |
| Paraguaçu    | 600 km   | - Barra da Estiva - Ibicoara - Mucugê - Andaraí | Morro do Ouro | Baía de Todos-os-Santos | Perene          | Barragem do Apertado |

### Afluentes
| Rio                         | Extensão | Cidade(s)                                                                          | Afluente(s)                                                                                     | Nascente | Foz               | Características | Contém                                         |
| --------------------------- | -------- | ---------------------------------------------------------------------------------- | ----------------------------------------------------------------------------------------------- | --- | ----------------- | --------------- | ---------------------------------------------- |
| Preto                       | ?        | - Ibicoara - Mucugê - Palmeiras                                                    | rio Cochó                                                                                       | Serra do Sincorá | rio Sto. Antônio  | Perene          | —                                              |
| Cumbuca                     | ?        | Mucugê                                                                             | - rio Mucugê - rio Piabinha                                                                     | Serra do Sincorá | rio Paraguaçu     | ?               | cachoeira do Tiburtino                         |
| Santo Antônio               | ?        | - Iraquara - Lençóis - Seabra                                                      | - rio Mucugezinho - rio da Pratinha                                                             | Serra do Sincorá Confluência de: - riacho São José - riacho das Almas - riacho do Gado - riacho Água de Rega - rio Preto | Marimbus          | Perene          | —                                              |
| Pratinha                    | 71 km    | Iraquara                                                                           | —                                                                                               | Gruta da Pratinha | rio Santo Antônio | perene          | balneário da Fazenda Pratinha                  |
| Cachoeirão                  | ?        | Mucugê                                                                             | rio Lapinha                                                                                     | Serra do Sobradinho | rio Pati          | Intermitente    | Cachoeirão                                     |
| Pati                        | ?        | Mucugê                                                                             | rio Cachoeirão                                                                                  | Gerais dos Vieira | rio Paraguaçu     | ?               | Poço da Árvore                                 |
| Lapinha (ou Calixto)        | ?        | Mucugê                                                                             | —                                                                                               | ? | rio Cachoeirão    | intermitente    | Cachoeira do Calixto                           |
| Cachoeirinha (ou das Lajes) | 35 km    | - Bonito - Wagner - Utinga                                                         | - riacho do Zinco - riacho do Lico - riacho da Serra - riacho do Pingo D'água - riacho do Brejo | — | rio Utinga        | perene          | Cachoeira do Pilão                             |
| Utinga                      | 80 km    | - Utinga - Wagner - Lajedinho - Andaraí                                            | - rio do Bonito - rio de Cachoeirinha - rio Mucambo                                             | Cabeceira do Rio | rio Santo Antônio | perene          | —                                              |
| Piabinha                    | ?        | Mucugê                                                                             | —                                                                                               | Parque Municipal de Mucugê                                                                                               | rio Cumbuca       | intermitente    | Cachoeira da Piabinha                          |
| Cochó                       | 120 km   | - Palmeiras - Piatã - Seabra                                                       | —                                                                                               | Entre as serras Santana e Tromba                                                                                         | rio Preto         | perene          | —                                              |
| Una                         | —        | - Andaraí - Barra da Estiva - Ibicoara - Iramaia - Itaetê - Mucugê - Nova Redenção | - Jiboia - Mucugezinho - Jequi - Saminas - Invernada - Timbozinho                               | Serra do Machobongo (Mucugê)                                                                                             | rio Paraguaçu     | perene          | balneários em Andaraí                          |
| Coisa Boa                   | 10 km    | Andaraí                                                                            | - córrego Viturino - córrego Caba Saco - rio Tamburi - rio Laranjeiras - rio Trianguinho        | Igatu | rio Piabas        | intermintente   | - Poço da Madalena - Cachoeira Córrego do Meio |
| Piabas                      | ?        | Mucugê                                                                             | rio Coisa Boa                                                                                   | ? | rio Paraguaçu     | ?               | —                                              |
| Jacuípe                     | 500 km   | ?                                                                                  | ?                                                                                               | Morro do Chapéu | rio Paraguaçu     | perene          | - Cachoeira do Ferro Doido                     |